# Молдавський науково-дослідний інститут садівництва, виноградарства та виноробства

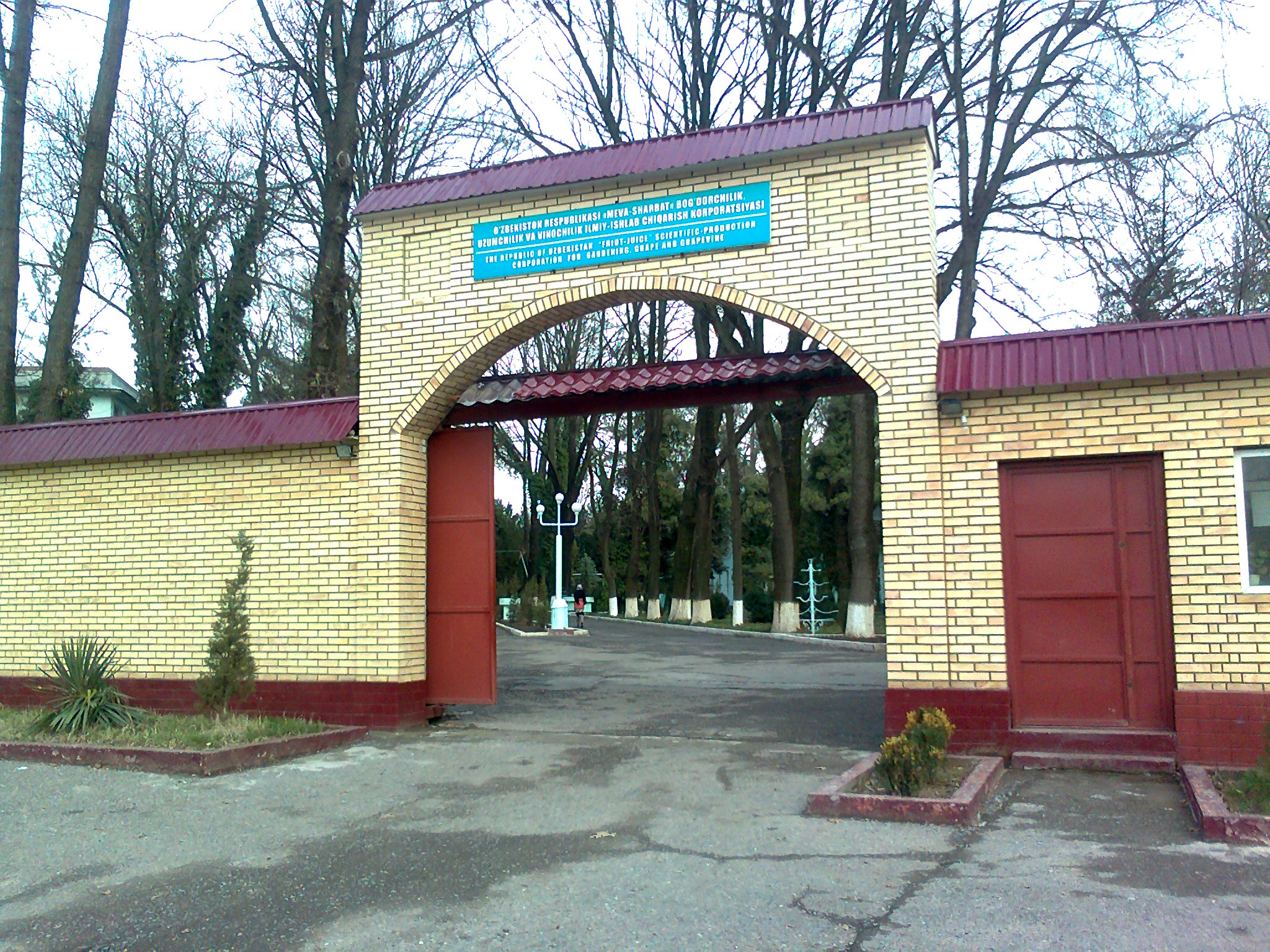
Вхід до Узбецького науково-дослідного інституту Садівництва, виноградарства та виноробства імені М.Мірзаєва

Молдавський науково-дослідний інститут садівництва, виноградарства та виноробства (МНДІСВіВ, Кишинів) – утворений в 1956 році на базі Кишинівської філії Всесоюзного науково-дослідного інституту виноробства та виноградарства «Магарач» та Інституту плодівництва, виноградарства та виноробства Молдавської філії АН СРСР. 
У 1971 були відкриті такі відділи –
- агротехніки винограду;
- агротехніки плодових;
- агрохімії;
- біофізики;
- виноробства;
- вірусології;
- впровадження та науково-технічнічної інформації;
- економіки;
- захисту рослин;
- зберігання та переробки плодів (з лабораторією сушіння плодів);
- зрошування;
- імунітету рослин;
- лабораторії - освоєння схилів;
- розплідник;
- селекції винограду;
- селекції плодових;
- фізіології (з лабораторією біохімії рослин);
- цитоембріології;

В інституті розроблено:
- заходи, прийоми та рекомендації щодо освоєння схилів під сади та виноградники;
- заходи щодо боротьби із захворюваності вин;
- науково обґрунтована система ведення садівництва та виноградарства в республіці, спеціалізація районів з садівництва та виноградарства та порайонний сортимент плодових, ягідних культур і винограду;
- науково обґрунтовані норми вироблення та розцінки для колгоспів та радгоспів садового та виноградного спрямування;
- нова технологія стратифікації, припасування та дорощування виноградних щеплень;
- оптимальні терміни заготівлі подвійної та прищепної лози та терміни щеплень винограду;
- оптимальні терміни окуліровки із застосуванням синтетичних плівок для кожного сорту насіннєвих та кісточкових порід;
- раціональні способи формування та обрізки яблуні, сливи, вишні, персика в розпліднику, в молодому та плодоносному саду з урахуванням сортових особливостей та умов культури;
- способи виявлення та заходи боротьби з усиханням кісточкових порід;
- способи укриття для певних сортів винограду;

Вивчено способи формування, обрізки виноградного куща та встановлені оптимальні площі живлення для виноградних кущів;
- визначено способи укриття для певних сортів винограду по районах;
- розроблено методи діагностики вірусних захворювань плодових та ягідних культур та запропоновано заходи щодо вирощування здорового посадкового матеріалу.
- розроблено оптимальні режими для зимового зберігання яблук; рекомендовані методи організації та технології переробки плодів.

В інституті закладено 260 га посадковим матеріалом садів нового типу.
Вчені інституту спільно з конструкторами створили машину для щеплення виноградних живців МП-7 та їх калібрування МЗКЧ-З, обприскувач ОВНП-2 «Зоря», фумігатор ґрунту черпачковий ФПЛ, глибокорозпушувач терас РТН-2-25, пересувний агрегат для товарної обробки насіннєвих плодів АПП-1,5, пристосування до плуга УПТ-4 для зрізання відкосів при будівництві терас плантажним способом.
При інституті працює  однорічна школа розсадників, яка підготувала для колгоспів і радгоспів більше 500 розсадників, що працюють у садових та виноградних розсадниках республіки. Інститут одночасно співпрацює з колгоспами та радгоспами республіки у справі впровадження досягнень науки та передового досвіду у садівництво, виноградарство та виноробство.
Нові молдавські марки вин, приготовлені за технологіями, які розробили вчені інституту, удостоєні золотих та срібних медалей на міжнародних конкурсах вин. 
Інститут був нагороджений 3 золотими, 3 срібними та 4 бронзовими медалями на Міжнародній виставці з садівництва в Ерфурті в 1969 за плоди (яблука, груші, сливу і персик) та виноград. За сухофрукти був нагороджений 3 бронзовими медалями. 
У інституті є очна та заочна аспірантура.
У Молдавському науково-дослідному інституті садівництва, виноградарства та виноробства працювали такі вчені:
- Могилянський Микола Кирилович - з 1952 року старший науковий співробітник відділу технології та мікробіології вина Інституту плодівництва, виноградарства і виноробства Молдавської філії АН СРСР.
- Унгурян Петро Миколайович - 1956—1964 років завідував відділом виноробства Молдавського науково-дослідного інституту садівництва, виноградарства та виноробства,
- Лукашевич Павло Олександрович - у 1956—1978 роках завідувач відділом механізації Молдавського науково-дослідного інституту садівництва, виноградарства та виноробства,
- Пелях Мечислав Олександрович - у 1956—1964 роках заступник директора з науки Молдавського науково-дослідного інституту садівництва, виноградарства і виноробства